# Al-Qadarif
al-Qadarif (arabiska: القضارف Al Qaḍārif), också stavat Gedaref, Gedarif eller El Gadarif, är huvudstad i delstaten al-Qadarif i Sudan. Den ligger på vägen som förbinder Khartoum med Gallabat på gränsen till Etiopien, cirka 410 kilometer från huvudstaden.